# تلمبه حمزه
تلمبه حمزه یک منطقهٔ مسکونی در ایران است که در دهستان چاهدگال واقع شده‌است. تلمبه حمزه ۶۲ نفر جمعیت دارد.